# Valmucina
Valmucina es un despoblado español del municipio de San Pedro de Rozados, perteneciente a la provincia de Salamanca, en la comunidad autónoma de Castilla y León.

## Historia
Hacia mediados del siglo XIX, el lugar era referido como un despoblado perteneciente al término municipal de Barbadillo. Aparece descrito en el decimoquinto volumen del Diccionario geográfico-estadístico-histórico de España y sus posesiones de Ultramar de Pascual Madoz con las siguientes palabras:

VALMUCINA: desp. en la prov. y part. jud. de Salamanca, térm. municipal de Barbadillo.
(Madoz, 1849, p. 487)

En la actualidad, pertenece al municipio de San Pedro de Rozados. En 2022, no tenía empadronado ningún habitante.